# Element de extraneitate
Elementul de extraneitate reprezintă o împrejurare de fapt datorită căreia un raport juridic are legătură cu două sau mai multe sisteme de drept. Elementul de extraneitate nu este un element distinct al raportului juridic alături de subiecte, conținut și obiect, dar intră în componența acestora. De exemplu, obiectul unui contract de vânzare-cumpărare este situat în străinătate, sau una din părțile contractante este de altă naționalitate.
Prezența elementul de extraneitate pune în practică următoarele probleme:
- determinarea instanței sau autorității competente să instrumenteze sau să judece cazul
- indicarea regulilor de procedură aplicabile
- precizarea legii de fond care se va aplica situației juridice
- stabilirea efectelor produse de hotărârile autorităților străine